# Rudolf I. (Habsburg)
Rudolf von Habsburg, eigentlich Rudolf von Altenburg (* 985/990; † um 1063, vor dem 1. März 1064, bestattet in der Abteikirche Ottmarsheim), war als Rudolf I. ein Graf aus dem Geschlecht der Habsburger.
Den Zusatz von Habsburg führte er noch nicht. Er ist nicht zu verwechseln mit dem deutschen König Rudolf I., der im 13. Jahrhundert lebte.

## Leben

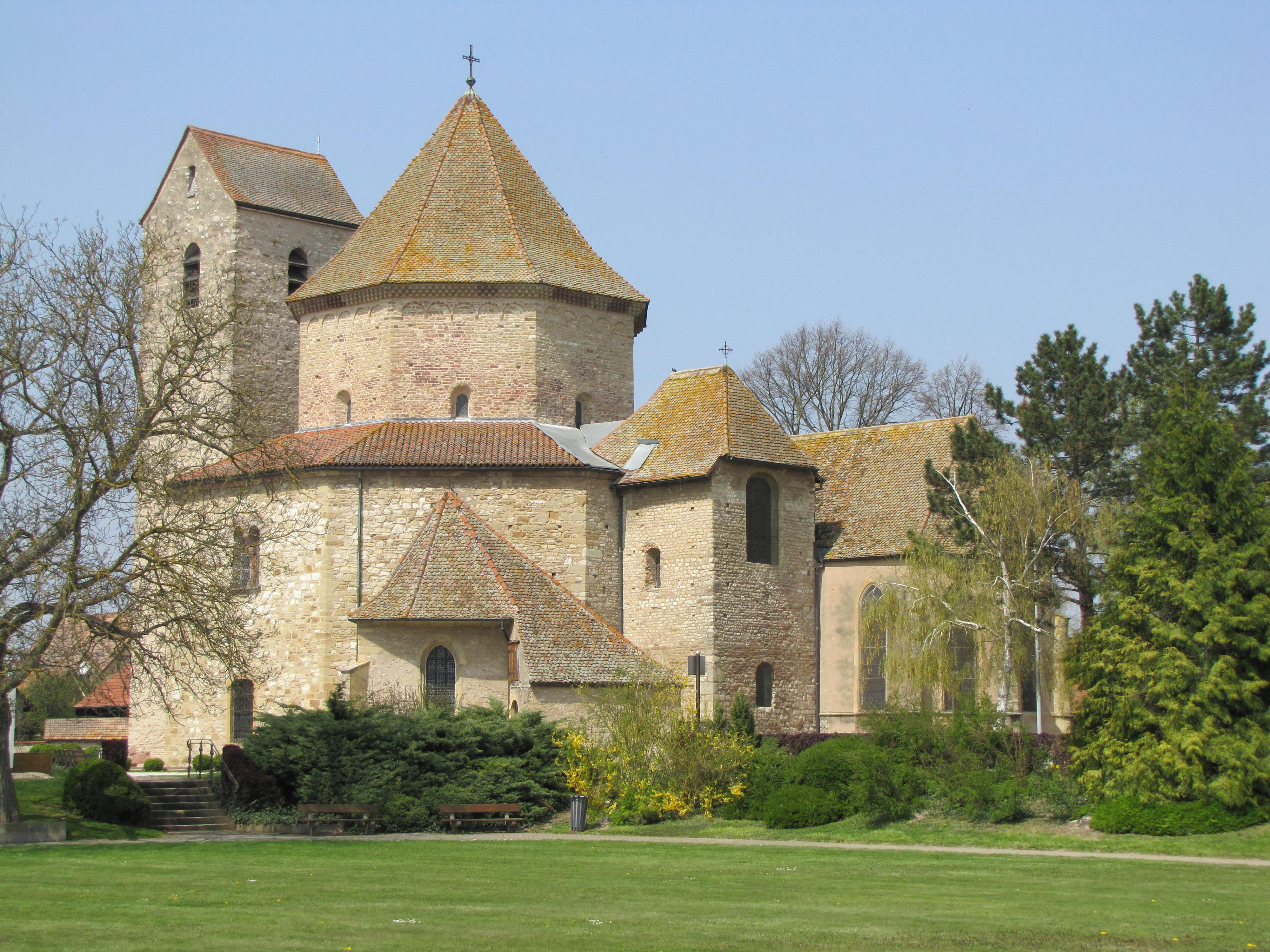
Abteikirche Ottmarsheim, Gründung und Grablege von Rudolf von Altenburg

### Familie
Sein Großvater war vermutlich Guntram der Reiche, sein Vater Lanzelin und sein (wohl älterer) Bruder Radbot (* 985), der Erbauer der Habsburg; jedoch ist die Genealogie der frühen Habsburger nicht eindeutig geklärt.
Rudolf I. war verheiratet mit Kunigunde; diese war eventuell die Tochter des Ezzonen Herzog Kuno von Bayern, des Neffen von Herzog Otto II. Die verwitwete Kunigunde erscheint in einer Urkunde von 1049, wo König Heinrich auf ihr Ersuchen hin eine bereits zurückliegende Schenkung ihres Gatten Rudolf und ihr selbst an das Kloster Ottmarsheim bestätigte.

### Aktivitäten
Rudolf war etwa seit 985 und bis 1063 vermutlich ein Landgraf in einem alemannischen Gebiet, möglicherweise im Klettgau oder dem Breisgau, vielleicht aber auch im Thurgau und der Grafschaft Aargau.
Rudolf war möglicherweise einer der beiden Befehlshaber der päpstlichen Armee, die 1053 die Normannen von Sizilien in Civitella bekriegten.
Rudolf erbaute das Kloster der Heiligen Maria in Ottmarsheim auf Eigengut und mit seinen eigenen Mitteln. Er gründete den Nonnenkonvent des Klosters, ließ die romanische Klosterkirche von Papst Leo IX. einweihen und unterstellte die Abtei der Heiligen Römischen Kirche.
Die Bezeichnung «von Altenburg» bezieht sich auf die Burg Altenburg, die in den Mauern eines kleinen römischen Kastells in der Nähe der Stadt Brugg im Aargau errichtet wurde. In der Nähe liegt die Habsburg, die Altenburg bald als Sitz der frühen Habsburger ablöste. Rudolf lag mit seinem älteren Bruder Radbot im Streit, was eine Ursache für den Bau der Habsburg gewesen sein könnte.
Zu Rudolfs Lebenszeit gründeten die Habsburger das Kloster Muri im Aargau als Hauskloster.